# ディーゾ
ディーゾ（イタリア語: Diso）は、イタリア共和国プッリャ州レッチェ県にある、人口約2,900人の基礎自治体（コムーネ）。

## 地理

### 位置・広がり

#### 隣接コムーネ
隣接するコムーネは以下の通り。
- アンドラーノ
- カストロ
- オルテッレ
- スポンガーノ